# Fryba
Fryba (Browina) – rzeka, prawy dopływ Wisły o długości 40,48 km.
Rzeka przepływa w całości przez obszar Pojezierza Chełmińskiego. Wypływa w okolicach wsi Kuczwały i Jeziora Chełmżyńskiego. Płynie przez teren powiatów toruńskiego i chełmińskiego. Końcowy odcinek Fryby oraz Trynka pełnią funkcję zbiornika przeciwpowodziowego. U jej ujścia do Wisły znajduje się przepompownia przeciwpowodziowa w Chełmnie.
Fryba do niedawna należała do rzek bardzo zanieczyszczonych, jej wody nie zaliczały się do żadnej klasy czystości. Od kilku lat rzeka latem wysycha, tak jak to działo się, zanim zaczęły do niej trafiać ścieki komunalne i przemysłowe z miejscowości położonych w górze jej biegu.